# Joseph Robson Tanner
Joseph Robson Tanner (* 28. Juli 1860 in Frome, Somerset; † 15. Januar 1931)  war ein britischer Neuzeithistoriker.

## Leben
Tanner ging auf die Mill Hill School in London und studierte an der Universität Cambridge (St. John’s College) mit einem Abschluss als Bester bei den Tripos-Prüfungen in Geschichte. Er war Lecturer (1883 bis 1921) und ab 1883 Fellow des St. John’s College. Ab 1895 war er Assistant Tutor, ab 1900 Tutor und 1926/27 Stellvertreter (Deputy) des Regius Professors für Neuzeitgeschichte. Nach 42 Jahren in Cambridge zog er nach Woodside bei Aldeburgh in Suffolk.
Tanner befasste sich insbesondere mit Samuel Pepys und dessen Rolle bei der Royal Navy. Außerdem gab er Verfassungsdokumente aus der Tudorzeit und der Zeit von Jakob I. heraus und veröffentlichte über englische Verfassungskonflikte im 17. Jahrhundert. Er trug zur Cambridge Modern History bei.    

## Schriften (Auswahl)
- Hollond’s Discourses of the Navy, 1896
- Pepys’ Memoirs of the Royal Navy, ed., 1906
- The historical register of the University of Cambridge being a supplement to the Calendar with a record of University offices honours and distinctions to the year 1910. Cambridge University Press, Cambridge 1917 (Digitalisat).
- Samuel Pepys and the Royal Navy [Lees Knowles Lectures, 1919], 1920
- Tudor Constitutional Documents, 1485–1603, 1922
- Mr Pepys, An Introduction to the Diary, 1925
- Pepy’s Naval Minutes, 1926
- Private Correspondence of Samuel Pepys, 1679–1703, 1926
- English Constitutional Conflicts, 1603–1689, 1928
- Further Correspondence of Samuel Pepys, 1662–1679, 1929
- Constitutional Documents of the Reign of James I, 1930